# 18 Dywizjon Rakiet Taktycznych

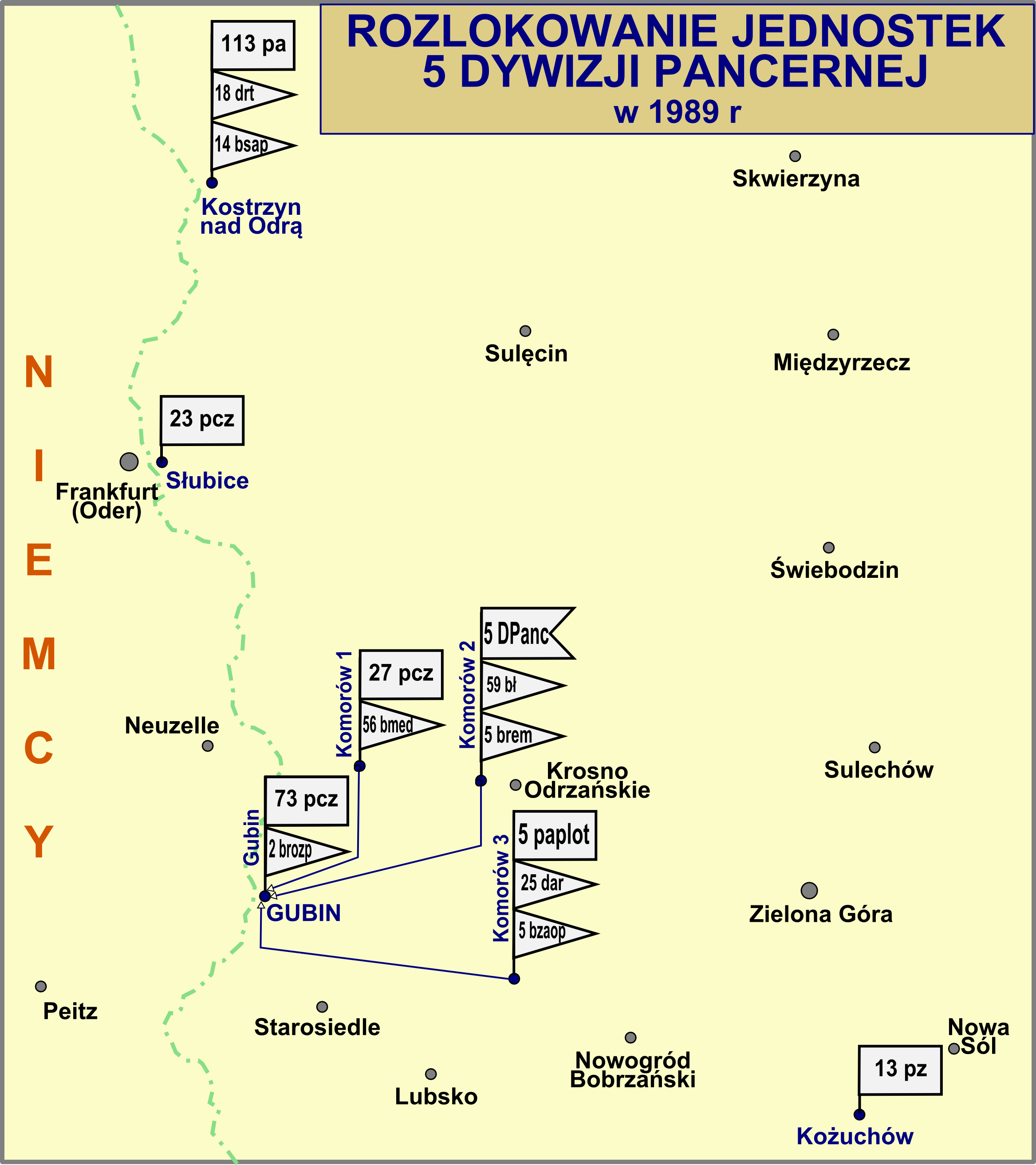
Rozlokowanie 5 DPanc w 1989

18 Dywizjon Rakiet Taktycznych (18 drt, 18 da) – samodzielny pododdział wojsk rakietowych ludowego Wojska Polskiego.

## Formowanie i zmiany organizacyjne
Jeszcze wiosną 1963 uruchomiono proces formowania dywizjonów rakiet taktycznych, które postanowiono włączyć w skład dywizji ogólnowojskowych.
Zarządzeniem szefa SG WP nr 085/ Org. z 17 lipca 1966 sformowano od nowa 18 dywizjon artylerii w Kostrzyniu na etacie 4/281, przeznaczony dla 4 Dywizji Zmechanizowanej. W skład dywizjonu początkowo wchodziły: dowództwo i sztab, bateria dowodzenia, baterie startowe (w każdej jedna wyrzutnia), pluton obsługi technicznej i pluton zaopatrzenia.
Dywizjon był pierwszą jednostką tego typu wyposażoną w trzy zestawy 9K52 z wyrzutniami 9P113.
Zarządzeniem szefa SG WP nr 0178/Org. z 10 listopada 1967 18 da podporządkowano dowódcy 5 Saskiej Dywizji Pancernej. Dywizjon nadal stacjonował w Kostrzynie nad Odrą. W 1969 Jednostka posiadała etat nr 30/004 i uzbrojona była w trzy wyrzutnie 9P113.
Zarządzeniem szefa SG WP nr 054/Org. z 19 sierpnia 1976, w terminie do 31 stycznia 1977, dywizjon został przeformowany wg etatu nr 30/202. Nowy etat przewidywał w dywizjonie dwie baterie startowe, każda z dwiema wyrzutniami 9P113.
Pod koniec 1988 18 dywizjon rakiet taktycznych posiadał etat nr 30/202, a jego podstawowe wyposażenie stanowiły cztery wyrzutnie 9P113.

## Skład organizacyjny
dowództwo i sztab
- bateria dowodzenia
- 2 baterie startowe
  - dwa plutony
- pluton obsługi technicznej
- pluton remontowy
- pluton zaopatrzenia
- pluton medyczny

Razem w drt:
- 4 wyrzutnie rakiet taktycznych 9P113